# يوراي شينك
يوراي شينك هو عالم اجتماع وسياسي سلوفاكي، ولد في 6 مايو 1948 في براتيسلافا في سلوفاكيا. نشط حزبياً في People's Party – Movement for a Democratic Slovakia ‏. وقد انتخب وزير الخارجية ‏.

## وصلات خارجية
- يوراي شينك على موقع مونزينجر (الألمانية)